# Ташуджу
Ташуджу (греч. λμοι, Холмой) — район в муниципалитете и районе Силифке, иле Мерсин, Турция. Его население составляет 15 184 человека (2022 год). До реорганизации 2013 года это был город (belde). Он получил статус belde после местных выборов в Турции в 1955 году.
В 2000 году в 6 километрах к юго-западу от города был построен военный порт Агалар. Во время гражданской войны в Сирии он использовался для доставки оружия сирийским повстанческим группам в рамках программы США Timber Sycamore.